# Доктор Стрэндж (мультфильм)
«Доктор Стрэндж» (англ. Doctor Strange) — компьютерный анимационный фэнтезийный мультфильм 2007 года, созданный Marvel Studios по одноимённому комиксу Marvel. Фильм вышел сразу на DVD 14 августа 2007 года в США, и 2 октября 2006 года в Европе. Рейтинг MPAA: некоторый материал может быть неподходящим для детей до 13 лет.

## Сюжет
Преуспевающий нейрохирург Стивен Стрэндж старший попал в аварию и повредил руки. Потратив все свои деньги на дорогостоящие процедуры по излечению и не получив желаемого результата, он решает покончить жизнь самоубийством. Но его останавливает некий человек и даёт ему карту, по которой доктор Стрэндж должен дойти до места на Тибете, где его якобы излечат. Найдя себе помощницу, Стивен отправляется на Тибет, где его берёт в ученики некий Старейшина. Там он постигает основы магии и с каждым днём совершенствуется в этом искусстве. Главная задача старейшины и его учеников — защищать мир от демона Дормамму. В результате множества битв против тварей из других измерений один за другим гибнут ученики Старейшины и сам Старейшина. В живых остаются только доктор Стрэндж, Вонг (тот самый человек, что дал карту) и Мордо — предавший Старейшину ученик, который перешёл на сторону Дормамму. В конце мультфильма доктор Стрэндж становится новым «старейшиной», Вонг — его другом-помощником, а Мордо был съеден Дормамму, прежде чем его побеждает Стрэндж.

## Основные персонажи
- Доктор Стрэндж / Доктор Нерв (озвучил Брайс Джонсон)
- Вонг (озвучил Андре Уэр)
- Древний (озвучил Майкл Яма)
- Барон Мордо (озвучил Кевин Майкл Ричардсон)
- Дормамму (озвучил Джонатан Адамс)
- доктор Джина Этуотер (озвучила Сьюзэн Спано)
- Эйприл Стрэндж (озвучила Тара Стронг) — младшая сестра Стрэнджа; умерла, когда он оперировал её.

## Награды и номинации
| Награды   | Награды               | Награды                              | Награды  |
| Год       | Премия                | Категория                            | Лауреат  |
| --------- | --------------------- | ------------------------------------ | -------- |
| 2008      | Golden Trailer Awards | Лучший трейлер аниме                 |          |
| Номинации |                       |                                      |          |
| Год       | Премия                | Категория                            | Номинант |
| 2008      | Annie Awards          | Лучший фильм для домашнего просмотра |          |